# ナッシュビル (映画)
『ナッシュビル』（Nashville）は、1975年公開のロバート・アルトマン監督によるアメリカ合衆国の音楽を主題にしたブラック・コメディ映画である。
アカデミー歌曲賞を含む数々の賞を受賞し、またアメリカ国立フィルム登録簿に登録されている。『ナッシュビル』はアルトマンの最高傑作の一つとして知られている。

## 概要
テネシー州ナッシュビルでのカントリー・ミュージックやゴスペルなどの音楽業界に関わる人々に焦点を当てている。メイン・キャラクターが24人もおり、曲は1時間に亘り、ストーリーラインも幾線にも亘る。成功を掴んだ、あるいは成功を夢見る登場人物たちは、州内で行われる大統領予備選挙でポピュリズム派の候補者への政権交代に向けた後援コンサートの舞台関係者や政治関係者との人間模様を織り成す。終盤約30分間、主要キャストのほとんどがナッシュビルのパルテノン神殿に集結する。
この群像劇の出演者はデイヴィッド・アーキン、バーバラ・バクスレー、ネッド・ビーティ、カレン・ブラック、ロニー・ブレイクリー、キース・キャラダイン、ジェラルディン・チャップリン、ロバート・ドクィ、シェリー・デュヴァル、アレン・ガーフィールド、ヘンリー・ギブソン、スコット・グレン、ジェフ・ゴールドブラム、バーバラ・ハリス、デヴィッド・ヘイワード、マイケル・マーフィー、アラン・ニコルズ、クリスティナ・レインズ、バート・レムゼン、リリー・トムリン、グウェン・ウェルズ、キーナン・ウィンなど。

## あらすじ
実際の出演シーンはないハル・フィリップ・ウォーカー候補の大統領予備選挙のキャンペーンまでの5日間を描く。ナッシュビルに集まった25人のそれぞれの、あるいはオーバーラップする結末に向かう動向を追う。

### 1日目
大統領候補であるハル・フィリップ・ウォーカーの、国民の側に立った政治を目指すという拡声器での大音量を流すキャンペーン・カーがナッシュビル中を走り回る所から始まる。一流カントリー・歌手のヘヴン・ハミルトン（ヘンリー・ギブソン）はアメリカ建国200周年に向けた大仰に愛国心を表現した記念の曲を収録している最中、スタジオでピアノ演奏者のフロッグ（リチャード・バスキン）に対してのイライラが増してくる。オパール（ジェラルディン・チャップリン）という英国人女性がスタジオに現れ、BBCのドキュメンタリーを作ると主張するがヘヴンに追い出される。ヘヴンのスタジオからスタジオBへ行くと、白人ゴスペル歌手のリネア・リース（リリー・トムリン）が黒人コーラスたちと収録中であった。
その後売れっ子カントリー歌手のバーバラ・ジーン（ロニー・ブレイクリー）が火傷の治療後ボルチモア・バーン・センターからナッシュビルに戻り、ヘヴン・ハミルトンや彼のパートナーのレディ・パール（バーバラ・バクスレー）などのナッシュビル音楽界の精鋭たちは彼女を迎えるためベリー飛行場に集まる。米軍兵のグレン・ケリー（スコット・グレン）やアルバムのレコーディングのためにナッシュビルに来ていた人気フォーク・トリオのビル・マリー&トムらも空港に来る。ビル（アラン・ニコルズ）とマリー（クリスティナ・レインズ）はあまり夫婦仲が良くない。原因の一つとしてマリーが女たらしのトム（キース・キャラダイン）を愛していることがある。一方でミスター・グリーン（キーナン・ウィン）は表向きは入院中の妻、エスターの見舞いに来たとする10代のミーハーな姪、L・A・ジョーンと名を変えたマーサ（シェリー・デュヴァル）を迎えに空港に来る。しかしマーサは男性ミュージシャンを追いかけるのに忙しく、見舞いを何度も先延ばしにする。空港のレストランで働いているのはアフリカ系アメリカ人の料理人、ウェイド・クーリー（ロバート・ドクィ）とカントリー歌手を目指しているが芽が出ないウェイトレスのスーリーン・ゲイ（グウェン・ウェルズ）。
駐機場で群集に迎えられた後、バーバラ・ジーンは暑さにより気絶し、短気な夫でありマネージャーでもあるバーネット（アレン・ガーフィールド）と側近たちは彼女をヴァンダービルト大学病院へ連れて行く。バーバラ・ジーンの登場はあっけなく、来場者は一気に飛行場を後にし、ハイウェイで玉突き事故の渋滞に遭う。騒動の最中、ウィニフレッド（バーバラ・ハリス）はカントリー歌手を目指して、グランド・オール・オープリーに行くことを許さなかった夫スター（バート・レムゼン）から逃げている。スターは、バイオリンのケースを持ってナッシュビルに着いたばかりのケニー・フレイザー（デヴィッド・ヘイワード）を乗せている。オパールはこの交通渋滞を利用してリネアと、オープリーで演奏するアフリカ系アメリカ人カントリー歌手のトミー・ブラウン（ティモシー・ブラウン）にインタビューを行う。トミーと仲間たちはレディ・パールのクラブへ行くが、酔っ払って白人女性をナンパしようとしたウェイドがトミーを「白すぎる」と侮辱したため喧嘩になる。
リネアの夫デル・リース（ネッド・ビーティ）は政治イベントを主催するジョン・トリプレット（マイケル・マーフィー）と仕事をしており、ウォーカーのキャンペーンのための資金集めと大きな野外コンサートを計画している。スーリーンが歌唱力不足に関わらず露出の多い衣装で地元のクラブのアマチュア・ナイトに出演し、クラブのマネージャーのトラウト（メアル・キルゴア）は資金集めイベント出演者としてにトリプレットに彼女を薦める。ウィニフレッドはトラウトのクラブでデモ・テープ作りのため演奏者を探すが、スターに見つかり追いかけられて逃げる。デルはトリプレットをリネアと耳の聞こえない2人の子供の家族の夕食に招待する。リネアとデルはコミュニケーションに問題があり、彼女は夫よりも子供のことが気になっている。夕食の途中でトムがリネアとのデートの約束をしようと電話をしてくるが、なんとか断ろうとしたため、トムは代わりにオパールを呼ぶ。米軍兵のケリーはバーバラ・ジーンの病室に忍び込み、一晩中椅子に座って彼女の寝顔を見る。

### 2日目
トムは再リネアの家に電話して誘惑してきたので、二度と電話しないように怒って切り、それを子機で聞いていたデルは知らないふりをする。ケニーはミスター・グリーンから間借りする。ヘヴン・ハミルトンは午後のグランド・オール・オープリー出演の前に自宅でパーティをする。パーティでトリプレットはヘヴンに、ウォーカーが当選したらヘヴンを州知事にすると言ってコンサート出演を要請。ヘヴンはオープリー出演後に決めると言う。
その後、トミー・ブラウン、ヘヴン、コニー・ホワイト（カレン・ブラック）などがオープリーで歌う。コニーは入院したバーバラ・ジーンの代役。ウィニフレッドは舞台裏に潜入しようとするが入れない。病院ではバーネットがバーバラ・ジーンの代役をしてくれたコニーに感謝の意を伝えるため打ち上げに参加すると言ってバーバラ・ジーンとバーネットが口論。バーバラ・ジーンは彼に行ってほしくなかったが、彼は彼女の過去のことなどを持ち出して非難する。バーネットはバーバラ・ジーンを打ち負かして出て行くが、コニーは彼に会ってもいい顔をしない。ヘヴンはトリプレットにバーバラ・ジーンとコニーは同じ舞台に立たないこと、バーバラ・ジーンが立つ舞台になら自分はどこにでも立つということを告げる。ビルは妻のマリーが現れないことにがっかりする。マリーはトムと寝ているのであった。

### 3日目
日曜朝、登場人物たちは礼拝に訪れる。病院の教会ではミスター・グリーン、米軍兵のケリー、その他の人々が見守る中、バーバラ・ジーンが車椅子に乗ったまま賛美歌を歌う。ミスター・グリーンはケリーに第二次世界大戦で亡くなった息子の話をする。オパールは広大なスクラップ場で詩的なレポートを録音する。ヘヴン、トミー・ブラウン、彼らの家族はカーレースを観に行く。そこでウィニフレッドは小さな舞台で歌うことになるが、車の騒音により誰にも聴こえない。ビルとマリーはホテルの室内で口論となるが、ウォーカーのコンサートに出演依頼をしに来たトリプレットにより中断させられる。トムは運転手のノーマン（デイヴィッド・アーキン）にギターを弾かせる。

### 4日目
オパールは広大なスクール・バスの駐車場でさらにおかしな観察記を録音。バーバラ・ジーンが退院する頃、病気の妻の見舞いに来たミスター・グリーンが病院に到着。バーバラ・ジーンは彼の妻の様子を訊ね、よろしく伝えるように言う。バーバラ・ジーンと側近が去った直後、看護士がミスター・グリーンに彼の妻が早朝亡くなったことを伝える。ミスター・グリーンの家ではマーサがケニーのヴァイオリンを触ろうとするためケニーは怒る。
バーバラ・ジーンがオープリーランドで歌う。トリプレットとデルはバーネットに翌日のパルテノン神殿でのウォーカーのイベント・コンサートにバーバラに出演してもらえるよう説得してくれるようにバーネットを説得するが、彼は断る。バーバラ・ジーンは最初の2曲を歌ったが、次の曲になると彼女の子供時代のとりとめのない話などをし始めてしまい、まともに歌えない。何度かそうしているうちにバーネットは彼女を舞台裏に連れ帰り、がっかりしている観衆に向けて、翌日のパルテノン神殿でのウォーカーの無料イベント・コンサートにバーバラ・ジーンが出ると言ってしまう。
トムはリネアに電話し、夜に出演するクラブに招待する。リネアが到着すると、マーサがトムを誘惑している様子だったので一人で後方の席に座る。マリーとビルも館内におり、オパールがいかにしてトムと寝ることになったのかを話始めたため、マリーはがっかりする。ウェイドがリネアを、ノーマンがオパールを誘惑しようとするがうまくいかない。トムが『I'm Easy』を歌い、感動したリネアは彼の部屋で愛し合う。リネアが部屋を出るとなるとトムはリネアが着替え中で聞こえているにも関わらず他の女性に電話をしてロマンティックな会話をする。
スーリーンがウォーカーの、出席者が全員男性の資金集めパーティに出演し、彼女が歌が下手な上に服を脱がないことにブーイングが起きる。デルとトリプレットは彼らがストリップを期待していること、もし実行すれば翌日パルテノン神殿でバーバラ・ジーンと共に歌わせると言って説得する。スーリーンはいやいやながらもストリップをやった。ウィニフレッドは資金集めパーティで歌いたかったが、スーリーンの様子を見てカーテンの裏に隠れたまま出てこなかった。デルがスーリーンを車で送り、彼女に言い寄るがウェイドが彼女を助ける。事の顛末を聞いたウェイドはスーリーンには歌の才能がないので、翌日共にデトロイトへ行こうと誘うが、スーリーンはバーバラ・ジーンとパルテノンで歌うことが約束されたので断る。

### 5日目
出演者、観客、そしてウォーカーとその側近がパルテノンのコンサートに到着。顔ぶれはヘヴン、バーバラ・ジーン、リネアとコーラス隊、ビル・マリー&トム、スーリーンと、出演できる隙をうかがっているウィニフレッド。バーバラ・ジーンを政治に利用したくないバーネットは、バーバラ・ジーンがウォーカーの大きな横断幕の前で歌わねばならないことに憤慨。しかしここで出番を取り消したら彼女のキャリアに傷がつくため仕方なく了承。ミスター・グリーンとケニーはエスター・グリーンの葬式に出席した。ミスター・グリーンは、葬式に出席しなかったマーサに対し怒り、彼女の叔母に対する敬意を見せてもらうため、彼女を探しにパルテノン神殿に行く。
ウォーカーのイベントはヘヴンとバーバラ・ジーンのデュエットから始まり、続いてバーバラ・ジーンのソロ。曲が終わるとケニーはヴァイオリンのケースから銃を取り出し、ヘヴンとバーバラ・ジーンを撃った。米軍兵のケリーは非武装ながらもケニーを捕まえる。バーバラ・ジーンは流血し意識を失って舞台から運び出される。ヘヴンは誰かに歌わせて観客を落ち着かせようとする。傷の手当てのため舞台から連れて行かれる際、彼が持っていたマイクは歌う隙をうかがっていたウィニフレッドの手に渡り、リネアのゴスペル・コーラスと共に『It Don't Worry Me』を歌う。観客は彼女の歌声に聞き惚れ、ウィニフレッドはついに大きな成功をつかむ。

## 登場人物

### メイン・キャラクター
ノーマン
演 - デイヴィッド・アーキン
相手が黙って仕事だけしてほしいと思っていることに気付かない運転手。
レディ・パール
演 - バーバラ・バクスレー
ヘヴン・ハミルトンのパートナー。ダウンタウンにあるクラブでのブルーグラス・ナイトを仕切っている。いつも酔っ払っており、後期のジョン・F・ケネディとロバート・ケネディを支持。ローマン・カトリック。
デルバート・“デル”・リース
演 - ネッド・ビーティ、日本語吹替 - 小林修
結婚生活に悩んでいるお人よし。ヘヴン・ハミルトンの弁護士でハル・フィリップ・ウォーカーのキャンペーンのテネシー州での主催者。
コニー・ホワイト
演 - カレン・ブラック、日本語吹替 - 一城みゆ希
グラマーな二流カントリー歌手でバーバラ・ジーンのライバル。バーバラ・ジーンとは仲が悪い。
バーバラ・ジーン
演 - ロニー・ブレイクリー、日本語吹替 - 中村晃子
カントリー歌手でナッシュビルの象徴的存在。貧血を起こすほど体が弱い。
トミー・ブラウン
演 - ティモシー・ブラウン
グランド・オール・オープリーで歌う黒人のカントリー人歌手。
トム・フランク
演 - キース・キャラダイン、日本語吹替 - 井上真樹夫
フォークロックトリオのビル・マリー&トムのメンバー。ソロ活動を試みる。ハンサムで颯爽としているが、病的な女好き。
オパール
演 - ジェラルディン・チャップリン、日本語吹替 - 鈴木弘子
ミーハーな追っかけであり、BBCのラジオ・リポーターを自称し『ブリティッシュ・ブロードキャスティング・コーポレーション』ではなく『ブリティッシュ・ブロードキャスティング・カンパニー』と言ってしまう。
ウェイド・クーリー
演 - ロバート・ドクィ
空港内のでスーリーン・ゲイがウェイトレスをしているダイナーの料理人で、スーリーン・ゲイに想いを寄せる黒人。黒人のとみー・ブラウンがカントリーを歌うのを嫌う。
マーサ
演 - シェリー・デュヴァル
ミスター・グリーンの姪。表向きはミセス・グリーンのお見舞いとしてナッシュビルに来たのだが、男性に次々と声をかけて結局、叔母の見舞いには行かなかったグルーピー。
バーネット
演 - アレン・ガーフィールド
バーバラ・ジーンの夫でありマネージャー。バーバラのキャリアを精力的に守るが、夫婦喧嘩は絶えない。
ヘヴン・ハミルトン
演 - ヘンリー・ギブソン、日本語吹替 - 穂積隆信
ヌーディ・スーツ（カントリー・ミュージシャンが着る刺繍入りスーツ）を着てグランド・オール・オープリーに出演する有名人。彼の政界への熱意を示す。
米軍兵グレン・ケリー
演 - スコット・グレン
バーバラ・ジーンの舞台を観にナッシュビルにやって来たベトナム戦争退役軍人のストーカー。
三輪バイクの男
演 - ジェフ・ゴールドブラム
無口な三輪バイク走者。車体が長くて低い三輪バイクでどこへでも乗りつける。場面と場面のつなぎで登場する。
ウィニフレッド
演 - バーバラ・ハリス
シンガー・ソングライターを目指して短気な夫、スターから逃げてきた。
ケニー・フレイザー
演 - デヴィッド・ヘイワード
一人でヴァイオリン・ケースを持ってやって来て、ミスター・グリーンから間借りしている。
ジョン・トリプレット
演 - マイケル・マーフィー
滑らかに話す二枚舌。ハル・フィリップ・ウォーカーの大統領選挙キャンペーンの主催者。
ビル
演 - アラン・ニコルズ
フォーク・トリオ、ビル・マリー&トムのメンバー。マリーの夫。妻の浮気に気付いている。
バド・ハミルトン
演 - デイヴ・ピール
ヘヴン・ハミルトンのハーバード・ロー・スクールを卒業したばかりの気立ての優しい息子。父に愛され、仕事を手伝う。
マリー
演 - クリスティナ・レインズ
フォーク・トリオ、ビル・マリー&トムのメンバー。ビルと結婚しているが、トム・フランクスを愛している。
スター
演 - バート・レムゼン
逃げた妻のウィニフレッドをひたすら追いかける短気な夫。
リネア・リース
演 - リリー・トムリン
デルバート・リースの妻でゴスペル歌手。聴覚障害児2人の愛情ある母親。
スーリーン・ゲイ
演 - グウェン・ウェルズ
空港のレストランのウェイトレスで、カントリー歌手を目指しているが歌の才能が無いことに本人は気付いていない。
ミスター・グリーン
演 - キーナン・ウィン
マーサの高齢の叔父。妻が病気で入院中で、マーサに見舞いに行ってほしがっている。

### その他
フロッグ
演 - リチャード・バスキン
この映画で演奏されるいくつかの曲を作曲した音楽編集・監修であるがスタジオ・ミュージシャンとしてカメオ出演している。
トラウト
演 - メアル・キルゴア
素人出演のクラブのオーナーで、スーリーン・ゲイに歌手として成功すると信じ込ませる。
エリオット・グールド、ジュリー・クリスティ、ヴァッサー・クレメンツ、ハワード・K・スミスが自身の役でカメオ出演している。アルトマン自身は冒頭でヘヴン・ハミルトンの曲をプロデュースするボブという役である。フロッグのめちゃくちゃなピアノ演奏によってハミルトンがいらいらさせられる。
映画評論家のロジャー・エバートは、オパールの偽記者の役に関して、『グレート・ムービーズ』の中で、彼女はマスコミ業界者ではないのに有名人に近付こうとする偽資格者のグルーピーを増やしただけだ、と書いている。

## 製作
1974年7月下旬から9月上旬の夏の間にテネシー州ナッシュビルで撮影された。全ての音楽シーンはその場で撮影および録音された。
オリジナル脚本は『ギャンブラー』、『ボウイ&キーチ』などでアルトマンと共同作業したジョーン・テュークスベリー。アルトマンはそれまで興味のなかったナッシュビルでの撮影を考慮した。アルトマンはその地や住民の調査のためにテュークスベリーをナッシュビルへ送った。ハイウェイでの玉突き事故など、テュークスベリーの旅行記を基に書かれた箇所も多い。また、多くのアルトマン作品同様、脚本通りの演技に加えセリフの多くが即興であった。アルトマン映画の特徴として群像劇であることと、同時に何人かのセリフがかぶることがある。
何人かの登場人物はロイ・エイカフ、ハンク・スノウ、ポーター・ワゴナー、また、ロニー・ブレイクリーが演じたバーバラ・ジーンはロレッタ・リン、ティモシー・ブラウン演じる黒人カントリー歌手のトミー・ブラウンはチャーリー・プライド、反逆的なフォーク・トリオはピーター・ポール&マリー、夫婦役のビルとマリーは後にスターランド・ヴォーカル・バンドとなるビル・ダノフとテイラー・ニアート、と実際のカントリー歌手をモデルにしている。キース・キャラダインのキャラクターはクリス・クリストファーソンとされ、カレン・ブラック演じるコニー・ホワイトはリン・アンダーソンとよく似ている。
姿を現さない候補者のハル・フィリップ・ウォーカーのスピーチは、俳優であり脚本家のトーマス・ホール・フィリップスによって書かれた。クライマックスで暗殺されるウォーカーや、ヘヴン・ハミルトンなどの政治関係のキャラクターは初期の脚本にはなかった。
アルトマンは4時間の映画分を撮影しており、助監督のアラン・ルドルフは『ナッシュビル・レッド』と『ナッシュビル・ブルー』の二部構成の拡大版『ナッシュビル』の作成を提案したが、最終的に現在の形となった。絶大な称賛を受け、ABCは未公開分を使用した10時間分の連続テレビ番組を提案したが実現しなかった。未公開分はDVDにも収録されていない。
The A.V. Clubの2000年のインタビューでの他に1〜2本映画が作れるほどの未公開映像があるのではないかという問いに対し、アルトマンは「カットされたシーンなどない」「私たちが撮影したほとんどのシーンが映画に収録されている」と主張した。そして未公開分のほとんどは音楽シーンであるとしている。

## 評価
Rotten Tomatoesでは39件のレビュー中、支持率は95%である。ロジャー・イーバートは4つ星満点を与えた。

### 受賞とノミネート
| 賞                           | 部門       | 対象                                          | 結果       |
| ---------------------------- | ---------- | --------------------------------------------- | ---------- |
| アカデミー賞                 | 作品賞     | ロバート・アルトマン（製作）                  | ノミネート |
| アカデミー賞                 | 監督賞     | ロバート・アルトマン                          | ノミネート |
| アカデミー賞                 | 助演女優賞 | ロニー・ブレイクリー                          | ノミネート |
| アカデミー賞                 | 助演女優賞 | リリー・トムリン                              | ノミネート |
| アカデミー賞                 | 歌曲賞     | "I'm Easy" キース・キャラダイン（作詞・作曲） | 受賞       |
| ゴールデングローブ賞         | 主題歌賞   | "I'm Easy" キース・キャラダイン（作詞・作曲） | 受賞       |
| 英国アカデミー賞             | 助演女優賞 | ロニー・ブレイクリー                          | ノミネート |
| 英国アカデミー賞             | 助演女優賞 | リリー・トムリン                              | ノミネート |
| 英国アカデミー賞             | 脚本賞     | ジョーン・テュークスベリー                    | ノミネート |
| 英国アカデミー賞             | 新人賞     | リリー・トムリン                              | ノミネート |
| 全米映画批評家協会賞         | 作品賞     |                                               | 受賞       |
| 全米映画批評家協会賞         | 助演男優賞 | ヘンリー・ギブソン                            | 受賞       |
| 全米映画批評家協会賞         | 助演女優賞 | リリー・トムリン                              | 受賞       |
| 全米映画批評家協会賞         | 監督賞     | ロバート・アルトマン                          | 受賞       |
| ニューヨーク映画批評家協会賞 | 作品賞     |                                               | 受賞       |
| ニューヨーク映画批評家協会賞 | 助演女優賞 | リリー・トムリン                              | 受賞       |
| ニューヨーク映画批評家協会賞 | 監督賞     | ロバート・アルトマン                          | 受賞       |
| ロサンゼルス映画批評家協会賞 | 脚本賞     | ジョーン・テュークスベリー                    | 受賞       |